# 충청남도기
충청남도기는 대한민국 충청남도를 상징하는 기이다. 현재 사용되고 있는 기는 2012년 11월 5일에 제정되었다.

## 디자인
하얀색 바탕 가운데에 충청남도의 공식 로고가 그려져 있고 로고 하단에 "충청남도"(한국어), "Chungcheongnam-do"(영어)라는 남색 글자가 쓰여져 있다. 하얀색 바탕은 백의민족의 후예인 충청남도민의 순박한 성격, 무(無)에서 유(有)를 창조하는 충청남도민의 의지를 나타낸다. 현재 사용되고 있는 충청남도의 공식 로고는 옛부터 화합·공존·풍요로움·평안함·행복·미래·믿음·소통의 상징으로 여겨졌고 이웃 간에 정(情)과 예절(禮)을 나누던 공간인 아름드리나무를 모티브로 한 디자인인데 이는 충청남도민을 중심으로 함께 하는 세상을 위해 행복한 충청남도를 기원하는 마음을 나타낸다.
나무 안에는 말풍선에서 파생한 15개의 나뭇잎 문양이 5가지 색(파란색, 초록색, 주황색, 빨간색, 보라색)마다 3개씩 그려져 있는데 전체적으로는 충청남도민의 조화로운 상생·화합·소통·평화·행복·여유로움·온화함을 나타낸다. 또한 15개의 나뭇잎은 충청남도를 구성하는 15개 시군을 나타내기도 한다. 파란색은 충청남도민의 성실함과 믿음·희망을, 초록색은 충청남도민의 생명·희망을, 주황색은 충청남도민의 에너지를, 빨간색은 충청남도민의 여유로움·나눔·사랑을, 보라색은 충청남도민의 고귀함을 나타낸다. 나무줄기 문양은 회색을 띠고 있는데 이는 충청남도민의 모든 소리를 어느 한 쪽에 치우치지 않고 공평하고 공정하게 받아들이겠다는 충청남도의 의지를 나타낸다.

### 색상
| 색상    | 하양        | 파랑       | 초록       | 주황       | 빨강       | 보라       | 회색        | 남색       |
| ------- | ----------- | ---------- | ---------- | ---------- | ---------- | ---------- | ----------- | ---------- |
| CMYK    | 0–0–0–0     | 71–28–0–26 | 45–0–82–28 | 0–50–100–0 | 0–75–100–0 | 0–60–9–31  | 0–0–20–45   | 91–62–0–50 |
| RGB     | 255–255–255 | 55–134–188 | 102–184–33 | 255–127–0  | 255–65–0   | 176–71–160 | 140–140–112 | 11–48–127  |
| 웹 색상 | #FFFFFF     | #3786BC    | #66B821    | #FF7F00    | #FF4100    | #B047A0    | #8C8C70     | #0B307F    |

## 과거의 기

### 제1대 기 (1962년 ~ 1998년)

충청남도기 (1962년 12월 ~ 1998년 1월 8일)

1962년 12월부터 1998년 1월 8일까지 사용된 충청남도기는 노란색, 하얀색, 초록색 세로 줄무늬가 1:2:1 비율로 배치된 바탕 가운데에 파란색을 띤 충청남도의 로고가 그려져 있는 기이다. 기 하단에는 "충청남도"라는 파란색 글자가 쓰여져 있다. 기에 그려진 충청남도의 로고는 충남을 나타내는 초성인 ㅊ자, ㄴ자를 모티브로 하여 대지를 박차고 하늘로 비상하는 새 모양으로 형상화한 디자인인데 이는 충청남도가 갖고 있는 의욕적이고 진취적인 약진을 나타낸다. 하얀색은 충청남도민의 순박함을, 파란색은 풍요로운 충청남도를, 노란색은 풍요·영광·광명·희망을, 초록색은 중농(농업 중시) 정책, 생산 증진, 산림 녹화 사업을 나타낸다.
| 색상    | 노랑       | 하양        | 초록         | 파랑       |
| ------- | ---------- | ----------- | ------------ | ---------- |
| CMYK    | 0–3–93–1   | 0–0–0–0     | 100–0–100–54 | 74–49–0–12 |
| RGB     | 252–245–18 | 255–255–255 | 0–117–0      | 58–114–224 |
| 웹 색상 | #FCF512    | #FFFFFF     | #007600      | #3B72E1    |

### 제2대 기 (1998년 ~ 2012년)

충청남도기 (1998년 1월 9일 ~ 2012년 11월 4일)

1998년 1월 9일부터 2012년 11월 4일까지 사용된 충청남도기는 하얀색 바탕 가운데에 충청남도의 로고가 그려져 있는 기이다. 기에 그려진 충청남도의 로고는 충남을 뜻하는 한글 자음 ㅊ자·ㄴ자, 영어 알파벳 C자·N자를 시각화한 디자인이다. 로고 왼쪽에는 오른쪽을 향한 채로 기울어진 초록색 초승달 무늬가 그려져 있고 오른쪽 하단에는 아래쪽을 향한 채로 기울어진 2개의 파란색 초승달 무늬, 오른쪽 상단에는 오른쪽을 향해 기울어진 빨간색 동그라미가 그려져 있다.
초록색 초승달 무늬는 충청남도의 맑은 금강 유역과 풍요로운 황해(서해) 해역을, 파란색 초승달 무늬는 수려한 계룡산과 깨끗한 자연 환경을, 빨간색 동그라미는 충청남도의 정신과 미래의 정보, 충청남도가 갖고 있는 인간 중심의 따뜻하고 친절한 지역 이미지를 나타낸다. 충청남도의 로고는 전체적으로 자연·인간·미래가 공존하는 충청남도의 진취적인 이미지, 21세기를 향해 나아가는 충청남도민의 역동성을 나타내고 있다. 하얀색 바탕은 백의민족의 후예인 충청남도민의 순박한 성격, 무(無)에서 유(有)를 창조하는 충청남도민의 의지를 나타낸다.
| 색상    | 하양        | 초록        | 파랑        | 빨강      |
| ------- | ----------- | ----------- | ----------- | --------- |
| CMYK    | 0–0–0–0     | 100–0–21–34 | 100–46–0–33 | 0–89–85–7 |
| RGB     | 255–255–255 | 0–168–133   | 0–91–170    | 237–26–36 |
| 웹 색상 | #FFFFFF     | #00A885     | #005BAA     | #ED1B24   |

## 같이 보기
- 충청남도의 상징

## 참고자료
- 자치법규정보시스템 - 충청남도 상징물 관리 조례